# Mahoniowiec właściwy

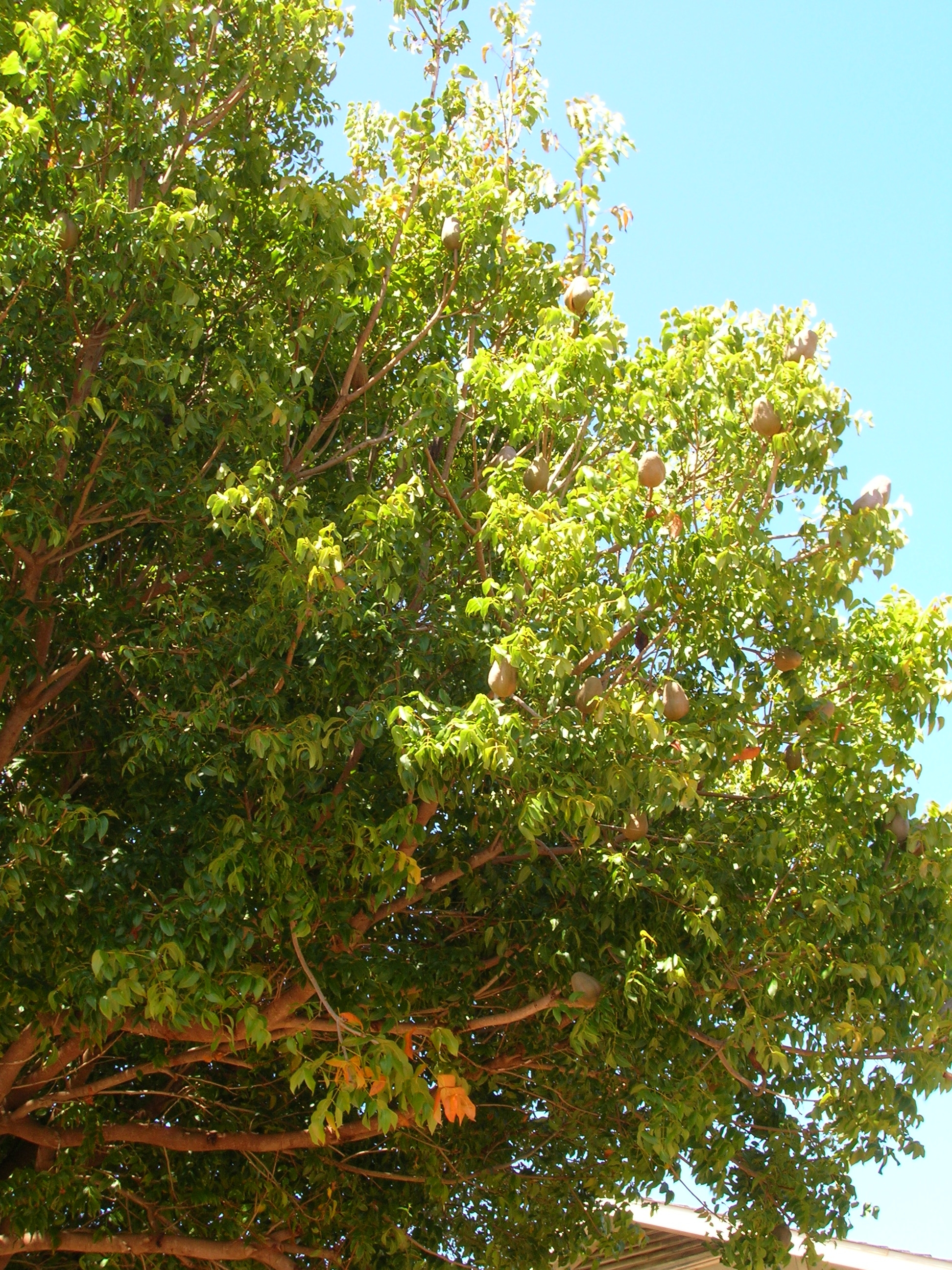
Pokrój drzewa

Mahoniowiec właściwy (Swietenia mahagoni (L.) Jacq.) – gatunek liściastego drzewa z rodziny meliowatych. Pochodzi z Ameryki Środkowej i basenu Morza Karaibskiego. Dostarcza twardego drewna o łatwej obrabialności. Jest ono dość wytrzymałe na ściskanie, rozciąganie i gięcie. Stanowi surowiec na wyroby stolarskie, wykorzystywany jest do rzeźbiarstwa, na boazerie, jak również w lotnictwie na śmigła lotnicze.